# Imigração portuguesa na Albânia
Os Portugueses na Albânia ( em albanês:  Portugezi në Shqipëri ) são cidadãos e residentes da Albânia de ascendência portuguesa .

Os portugueses na Albânia (também conhecidos como Comunidade portuguesa na Albânia / Luso-albaneses ) são os cidadãos ou residentes da Albânia cujas origens étnicas residem em Portugal.
Os albaneses portugueses são cidadãos nascidos em Portugal com cidadania albanesa ou cidadãos nascidos na Albânia de ascendência ou cidadania portuguesa.
Havia 8 cidadãos portugueses residentes na Albânia em 2019.  Refira-se que não é obrigatório que os cidadãos portugueses residentes no estrangeiro registem a sua morada, pelo que os números poderão ser superiores, especialmente tendo em conta que nos 5 anos anteriores a 2019 quase 100 portugueses se mudaram para a Albânia. 

## História

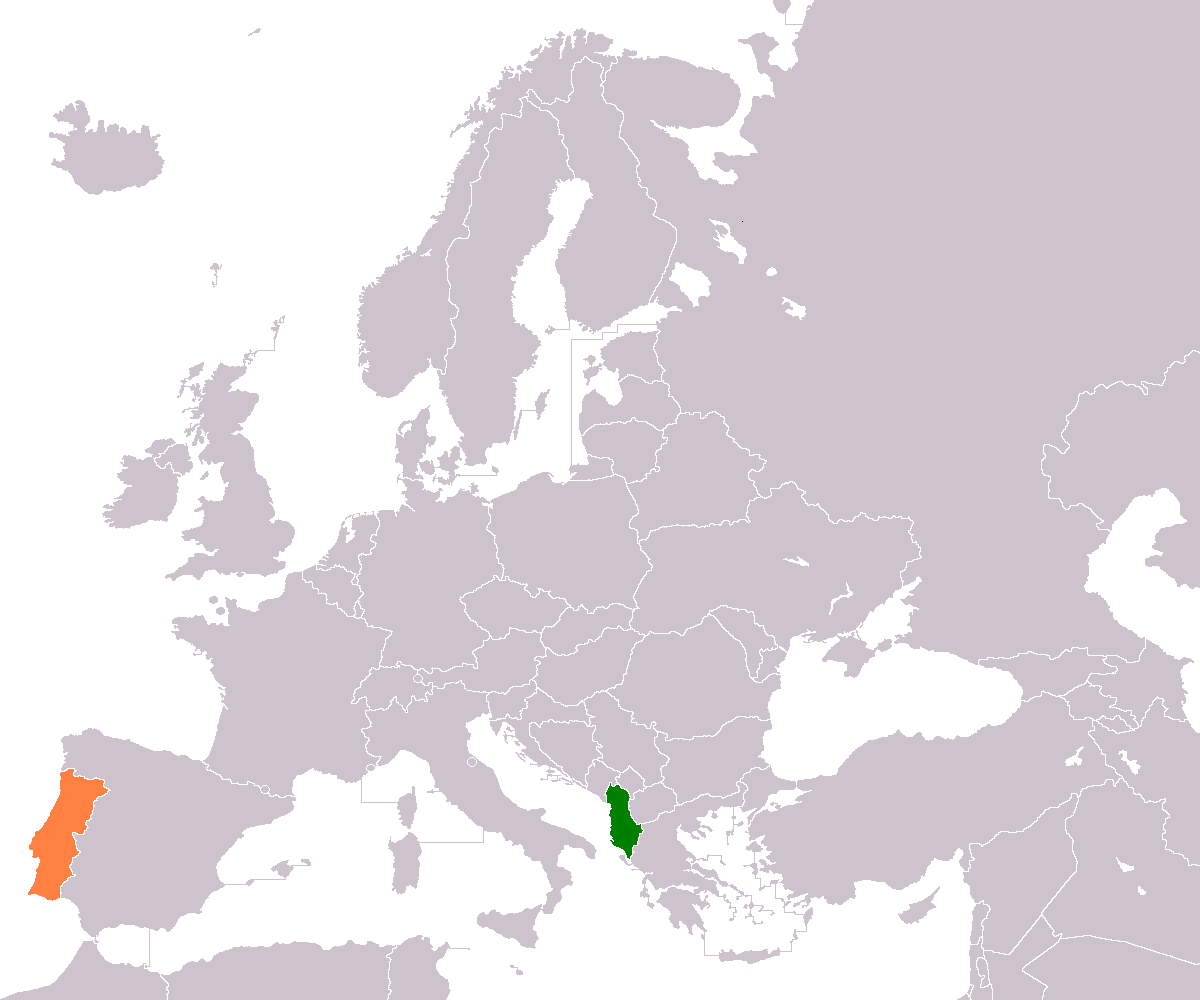
Mapa mostrando a localização dos dois países na Europa

A história da comunidade portuguesa na Albânia é muito recente. Ambos os países são membros da OTAN . 

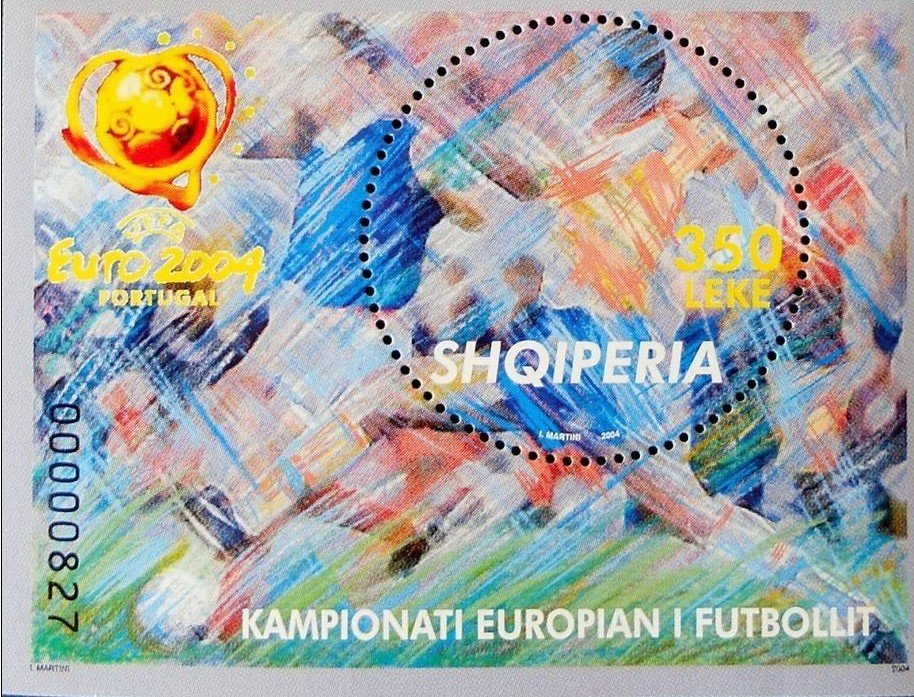
Selo albanês comemorativo do UEFA Euro 2004

Muitos portugueses vivem temporariamente na Albânia devido às atividades da NATO no país ou por razões comerciais. Atualmente, não há nenhuma embaixada portuguesa na Albânia; no entanto, as duas nações mantêm relações amigáveis e de mútua confiança, refletindo também o crescimento do comércio entre eles.

Há um interesse crescente de Portugal pela Albânia, aliás entre 2014 e 2018 quase 100 portugueses mudaram-se para o país.

## Futebolistas
Nos últimos anos, alguns futebolistas internacionais portugueses mudaram-se para a Albânia para jogar em clubes albaneses . Por exemplo, em 2023 Pedro Gaio jogou no país pelo KF Vora e Mauro Carvalho pelo KF Tomori .  Na Albânia também há treinadores de futebol portugueses.

## Língua portuguesa

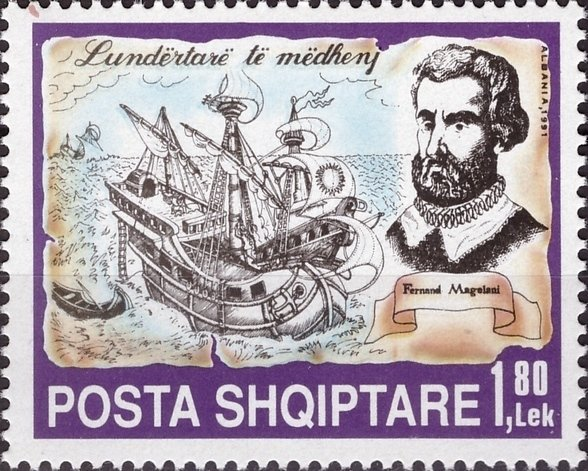
Selo albanês em homenagem ao explorador português Fernão de Magalhães

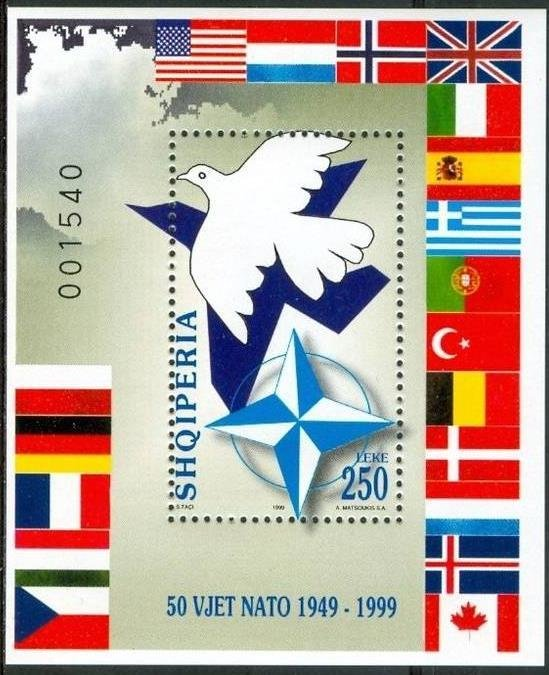
Selo albanês celebrando a OTAN

Hoje em dia, os portugueses fazem parte de uma comunidade mais vasta de língua portuguesa na Albânia. O interesse pela língua portuguesa está a aumentar e no futuro poderá haver mais albaneses lusófonos, especialmente envolvidos no turismo.
Na verdade, só em 2022, quase 12.000 pessoas de países de língua portuguesa visitaram a Albânia (sendo que os portugueses representaram 61% do total).
É importante notar que embora os turistas portugueses fossem a 41ª nacionalidade estrangeira mais comum entre os turistas na Albânia, saltaram para a 30ª nos primeiros sete meses de 2023.
De janeiro a julho de 2023, mais de 18.000 pessoas de países lusófonos visitaram a Albânia, mais do que aqueles que o fizeram em 2022.  